# Intelsat 32e
Intelsat 32e или SKY Brasil-1 — геостационарный телекоммуникационный спутник, принадлежащий люксембургскому спутниковому оператору Intelsat. Заказчиком и совладельцем спутника является телевизионный провайдер DirecTV Latin America, дочерняя компания DirecTV, позиционирующий спутник под названием SKY Brasil-1. Спутник предназначен для предоставления услуг непосредственного телевизионного вещания на территории Бразилии. 
Первоначальные инвестиции: 100 миллион долларов 
Построен на базе космической платформы Eurostar-3000X компанией Airbus Defence and Space. Стартовая масса спутника составляет около 6300 кг. Ожидаемый срок службы спутника — 15 лет.
На спутник установлено 60 транспондеров Ku-диапазона, которые будут находиться в совместном пользовании Intelsat и DirecTV. Также на спутник установлено оборудование Ka-диапазона для компании Yahsat.
Спутник располагается на орбитальной позиции 43° западной долготы, вместе со спутником Intelsat 11. Ещё один спутник, находящийся на этой позиции, Intelsat 9, будет перемещён в другую точку стояния или выведен из эксплуатации после запуска Intelsat 32e. 
Спутник Intelsat 32e запущен 14 февраля 2017 года в 21:39 UTC в паре с индонезийским спутником Telkom-3S с помощью ракеты-носителя Ариан-5 ECA со стартового комплекса ELA-3 космодрома Куру во Французской Гвиане, контракт с оператором Arianespace подписан в сентябре 2013 года.